# Cepheus Park Randers
Il Cepheus Park Randers (chiamato in precedenza Essex Park Randers, AutoC Park Randers e BioNutria Park Randers) è uno stadio da calcio situato a Randers, in Danimarca. Ospita le partite casalinghe del Randers FC e ha anche ospitato alcune partite della nazionale danese Under-21.
Costruito nel 1961, lo stadio è stato completamente ristrutturato nel 2006. Nel 2013 è stata costruita un'ulteriore nuova tribuna, che ha portato la capacità dell'impianto a 10300 posti, di cui 9000 a sedere.
Lo stadio è diviso in quattro settori, due sui lati lunghi (tribuna Sparekassen Kronjylland da 1697 posti e tribuna Energi Randers da 2407 posti) e due dietro le porte (tribuna Marcus con 1011 posti a sedere e 2886 in piedi e tribuna Nord con 2400 posti a sedere e 400 in piedi).
Nel 2013 e nel 2014 ha ospitato il Mermaid Bowl, finale del campionato danese di football americano.

## Football americano
| Randers 12 ottobre 2013, ore 19:30 XXV Mermaid Bowl | Copenhagen Towers | 28 – 21 referto | Triangle Razorbacks | AutoC Park Randers |

| Randers 11 ottobre 2014, ore 15:00 XXVI Mermaid Bowl | Copenhagen Towers | 26 – 3 referto | Aarhus Tigers | AutoC Park Randers |